# Jean Lamarche
Pour les articles homonymes, voir Lamarche.
Jean Lamarche, né le 14 novembre 1971, est un recherchiste, fonctionnaire et homme politique québécois. Il est l'actuel maire de Trois-Rivières depuis 2019.
De 2006 à 2019, il est le président du FestiVoix de Trois-Rivières et de 2008 à 2019, porte-parole du ministère des Transports du Québec.

## Biographie
Diplômé de l'Université du Québec à Trois-Rivières en communication sociale, Jean Lamarche commence sa carrière à titre de recherchiste et réalisateur adjoint à la radio de Radio-Canada (2006 à 2008), puis devient porte-parole du ministère des Transports du Québec (2008 à 2019),. Cofondateur et ancien éditeur du journal de rue La Galère, il occupe également le poste de président du comité exécutif du FestiVoix de Trois-Rivières entre 2006 et 2019.

### Mairie de Trois-Rivières
Jean Lamarche est élu maire de Trois-Rivières le 5 mai 2019, à la suite de la démission de son prédécesseur, Yves Lévesque. Il est le deuxième a accéder à cette fonction depuis les fusions municipales du Québec en 2002. Il est assermenté le 17 mai 2019. Il est réélu deux ans plus tard lors des élections municipales de novembre 2021.
En tant que maire, Lamarche doit faire face à la pandémie de Covid-19 au Québec, à l'avenir du Colisée Vidéotron et à la réorganisation des lignes d'autobus de la Société de transport de Trois-Rivières.  Au conseil, il perd quelques votes importants dont une subvention pour l'équipe de baseball des Aigles de Trois-Rivières, et une subvention pour le Grand Prix automobile de Trois-Rivières.  Il engendre également les réfections de l’aérogare, du port de Trois-Rivières et de la salle J.-Antonio-Thompson.
En août 2021, une résolution qu'il défendait visant à autoriser un emprunt pour permettre le début des travaux de drainage de zones humides pour faire avancer le projet d'expansion du parc industriel du Carrefour 40-55 est bloquée au conseil municipal. Ces travaux devaient mener à la destruction de quinze hectares de milieu humide et en affecter douze autres. En juillet 2022, Radio-Canada révèle que pendant que les élus municipaux votaient contre la poursuite du projet d'expansion, des travaux de remblayages étaient en cours sur un terrain humide appartenant à une usine de fabrication de bornes électriques. Il est accusé de ne pas avoir tenu les élus municipaux au courant, certains se disant étonnés ou indignés. Il se défend en disant que le plan d'expansion sur lequel les élus s'étaient prononcés en août passé ne comprenait pas le terrain de l'usine et que le terrain vendu à celle-ci, avec l'accord du conseil, incluait la zone humide détruite. Ces travaux permettent à la ville de conserver son certificat d'autorisation permettant le remblayage de 26,6 hectares de zones humide obtenu en 2014, soit avant une refonte de la loi en 2018,,. 

#### Arrêt de travail prolongé
Le 16 janvier 2023, Jean Lamarche annonce qu'il quitte temporairement ses fonctions. Il cite le climat qu'il juge malsain à l’hôtel de ville, dans un contexte tendu en raison du projet d'expansion du parc industriel. Il débute ainsi un congé de maladie qui durera six mois. Il est remplacé pendant ce temps par Daniel Cournoyer, le maire suppléant,.
Le 21 mars, M. Lamarche déclare qu'il pourrait potentiellement ne pas revenir dans ses fonctions. Le 18 avril 2023, le conseil municipal autorise un délais maximal de 90 jours pour le retour du maire. La date est fixée au 25 juillet. 
Le 20 juin, par communiqué, le Cabinet annonce qu'il reviendra en poste pour présider la séance du conseil municipal du 4 juillet et, par le fait même, annonce qu'il reprendra ses fonctions. Il revient juste à temps pour émettre le vote décisif en faveur d'une expansion du parc industriel 40-55. Bien qu'il déplore la destruction environnementale causée par le projet, qui, dans la version approuvée, doit entrainer la destruction d'une dizaine d'hectares de zones humides, sans compter les dommages potentiels aux milieux environnants, le développement économique que ce dernier apportera à la ville justifie selon lui les travaux,.

## Vie privée
Jean Lamarche est en couple avec Kathleen Bélanger, directrice du Bureau du recteur (UQTR). Le couple a deux enfants, Émile et Marie-Rose,.